# Karina Riquelme Viveros
Karina Riquelme Viveros (Temuco, 9 d'agost de 1981) és una advocada en defensa dels drets humans xilena, integrant del Centre d'Investigació i Defensa del Sud (CIDSUR). Grups com Amnistia Internacional han constatat que ha patit persecucions i campanyes d'intimidació per a la seva funció que defensa d'activistes indígenes.

## Trajectòria
En el CIDSUR, una organització fundada per a defensar els drets dels pobles indígenes de Xile, ha treballat en la defensa dels líders maputxes acusats de terrorisme i empara dels territoris ancestrals del poble maputxe. En diverses ocasions ha criticat que els poders públics de Xile han actuat per a criminalitzar l'activisme indígena en la pugna del conflicte maputxe mitjançant la persecució sistemàtica d'activistes com ara Francisca Linconao. El 2011 va ser condemnada a una pena de 21 dies de presó amb indult condicional, per haver «fingit la professió» en la defensa legal d'activistes maputxes sense tenir el títol oficial habilitant. L'activista maputxe Natividad Llanquileo, que més tard esdevindria presidenta del CIDSUR, va titllar la sentència d'acte de repressió política.
L'any 2018, i després de la coneguda com a operació Huracà, on es va revelar que el cos de Carrabiners de Xile havia manipulat proves en processos penals l'Agència Nacional d'Intel·ligència de Xile va sol·licitar la seva intervenció telefònica durant la investigació dels episodis de violència a l'Araucania, després de considerar les seves actuacions com a un perill per a la seguretat nacional. Amnistia Internacional ha lloat la seva feina de defensa d'activistes indígenes contra repressió estatal. Riquelme s'identifica com a feminista i ha fet constar que l'anticolonialisme ha de ser un segell distintiu de la política feminista.

### Campanya d'intimidació
El 10 de juliol de 2018, dos oficials de policia van apuntar amb mires de làser verd a través d'una de les finestres del seu apartament de Temuco, a la regió de l'Araucania, en el que es va considerar com un acte d'intimidació contra ella. Amnistia Internacional va condemnar l'acció i va assenyalar a «agents d'intel·ligència policíaca» com a principals sospitosos. Riquelme va afirmar que havia estat objecte d'actes de vigilància policíaca des del 2010. En l'incident de 2018 també hi va ser present la seva filla.